# Ghaggar
Der Ghaggar ist ein Fluss in Nordwest-Indien.
Er entspringt in den Siwaliks 7 km südsüdwestlich der Stadt Solan im Bundesstaat Himachal Pradesh. Anfangs fließt der Ghaggar in westlicher Richtung durch das Bergland. Nach 15 km erreicht er ein Becken, das von der äußersten Siwalikkette abgegrenzt wird. Dieses durchfließt er in südlicher Richtung. Dabei wird er von der Kaushalya-Talsperre aufgestaut. Der Ghaggar durchbricht die Siwalikkette und erreicht bei Panchkula die vorgelagerte Tiefebene. Der Fluss setzt seinen Kurs in südsüdwestlicher Richtung fort. Die Stadt Ambala liegt wenige Kilometer östlich des Flusslaufs. Der Ghaggar schlängelt sich entlang der Grenze der beiden Bundesstaaten Haryana und Punjab in einem weiten Bogen allmählich mehr und mehr nach Westen. Nordöstlich der Stadt Cheeka mündet die Markanda linksseitig in den Ghaggar. Der Ghaggar passiert die Kleinstädte Khanauri, Ratia und Sardulgarh. Schließlich erreicht der Ghaggar nach 350 km den Stausee der Ottu-Talsperre (⊙), 10 km westlich der Stadt Sirsa. Von der Talsperre zweigen zwei Bewässerungskanäle ab. Der Fluss setzt unterhalb der Talsperre seinen Lauf nach Westen fort. Er wird nun auch als Hakra bezeichnet. Der nach Süden führende Rajasthan-Kanal kreuzt nach 35 km den Flusslauf. 

## Ghaggar-Kanal
Nach der Kreuzung mit dem Rajasthan-Kanal ist der Ghaggar kanalisiert.
Der Kanal wendet sich nach Süden und endet nach einer Länge von 50 km 10 km westlich der Stadt Rawatsar im Bundesstaat Rajasthan am Nordrand der Wüste Thar. Die Länge des Ghaggar von seiner Quelle bis zum Ende des Ghaggar-Kanals beträgt etwa 450 km.  

## Alter Flusslauf
7 km unterhalb der Kreuzung mit dem Rajasthan-Kanal (⊙) zweigt der alte Flusslauf des Ghaggar/Hakra rechts ab. Ein Wehr hält das Wasser zurück. Der weitgehend trocken gefallene Flusslauf führt 20 km nach Westen und wendet sich bei Hanumangarh nach Südwesten. Der Flusslauf existiert nun nur noch abschnittsweise. Er passiert die Stadt Suratgarh, verläuft entlang dem Rand der Wüste Tharr, überquert die Grenze nach Pakistan und verliert sich nach einer Länge von 230 km in der Wüste (⊙).